# Travessão
O travessão (—), também chamado de risca ou traço eme, um sinal de pontuação utilizado para indicar o início de frases ou interlocuções. Dos sinais de pontuação, é um dos mais utilizados, justamente pelo fato de proporcionar mais clareza do que as vírgulas nas intercalações longas e maior ênfase nos destaques. Dependendo da intenção de uso, o travessão pode ser usado para substituir outros sinais de pontuação, como parênteses, vírgulas e dois-pontos.

## Usos
Traço bem maior que o hífen, o travessão costuma ser empregado nas seguintes situações:
1) No discurso direto, para indicar a fala da personagem ou a mudança de interlocutor nos diálogos.
- — Boa tarde, querida.
- — Oi, mãe. Vamos às compras?

2) Para separar expressões ou frases explicativas, intercaladas.
- “E logo me apresentou à mulher — uma estimável senhora — e à filha.”[2] (Machado de Assis)

- “A floresta do Congo é a segunda maior do mundo em extensão — a amazônica é a maior —, além de apresentar o segundo maior rio do mundo, o Congo.”[2]

3) Para destacar algum elemento explicativo no interior da frase, servindo muitas vezes para realçar o aposto.
- “Junto ao leito dormem meus poetas — Dante, Bíblia, Shakespeare e Byron — na mesa confundidos.”[2] (Álvares de Azevedo)

- “Cruel, obscena, egoísta, imoral, indômita, eternamente selvagem, a arte é a superioridade humana — acima dos preceitos que se combatem, acima das religiões que passam, acima da ciência que se corrige; embriaga como a orgia e como o êxtase.”[2] (Raul Pompeia)

## Não confundir
- O travessão (ou risca) não é o mesmo que um hífen nem que uma meia-risca (ou traço “de ligação”, ou risca de meio-quadratim).[1] Diferentemente desses dois últimos, onde não há um espaço antes e após seu uso, no travessão este é obrigatório.[3]
- A meia-risca, menor, serve para ligar elementos em série (ex.: 1997–2006 ou A–Z ou ainda termos como ponte-aérea Rio–Lisboa ou fronteira Áustria–Itália).
- O hífen, ainda menor, serve para unir palavras compostas (ex.: couve-flor), fazer a translineação (divisão de uma palavra no final de linha) e, principalmente, fazer divisão em pronomes oblíquos (ex.: ouve-se, fê-lo, arrumaram-no).[1]

Note as diferenças:
|            | glifo | Unicode       | HTML    | TeX | Windows    | macOS              |
| ---------- | ----- | ------------- | ------- | --- | ---------- | ------------------ |
| hífen      | -     | U+2012 (8210) | nenhum  | -   | Alt + 0045 |                    |
| meia-risca | –     | U+2013 (8211) | &ndash; | --  | Alt + 0150 | Option + -         |
| travessão  | —     | U+2014 (8212) | &mdash; | --- | Alt + 0151 | Shift + Option + - |